# Germaine Cauquil
Pour les articles homonymes, voir Cauquil.
Germaine Cauquil, née le 1er novembre 1897 à Montpellier où elle est morte le 30 janvier 1983, est une chimiste française.

## Biographie
Germaine Cauquil née le 1er novembre 1897 à Montpellier. Elle étudie à la faculté des sciences de Montpellier, où elle réussit la licence ès-sciences S.P.C.N. en 1917 puis, en 1926, le doctorat en sciences physiques avec la thèse Contribution à l'étude physico-chimique de la série du cyclohexanol.
Elle devient ingénieur chimiste à l'École de chimie puis en 1930 chef de travaux de chimie-physique à la faculté de sciences de Montpellier.
Elle est la première femme titulaire d'une chaire de chimie en 1948 à la faculté de chimie de Montpellier. Ses travaux se situent dans le champ de recherche de l'école de thermochimie de Robert de Forcrand (de).
En 1927, elle publie l'article Solubilité de quelques gaz dans le cyclohexanol dans le Journal de Chimie Physique (Volume 24).
Elle est citée dans The Biographical Dictionary of Women in Science (Dictionnaire biographique des femmes de science).

## Titres et travaux
Élève brillante, elle obtient sept certificats d'études supérieures (P.C.N.S, chimie générale, minéralogie, mathématiques générales, chimie appliquée, chimie physique et physique générale) entre 1917 et 1925. Elle obtient également  le diplôme d'ingénieur chimiste de la faculté des sciences de Montpellier le 25 mai 1921 avec la mention très bien. Elle fut nommée docteur ès sciences physiques avec la mention très honorable le 4 février 1926.
Elle fut chargée des fonctions de chef des travaux de chimie-physique à la faculté des sciences de Montpellier le 1er novembre 1921, puis chargée des conférences de chimie pour la préparation au SPCN le premier novembre 1926. Elle fut finalement titularisée dans les fonctions de chef des travaux de chimie à la faculté des sciences de Montpellier le 1er décembre 1930.
Elle a remporté le prix Tempié en 1920,,. Ce prix, constitué d'une dotation en livres et en instruments de travail, aidait les jeunes chercheurs dans leurs premiers travaux.
Elle est nommée Officier d'académie en 1933.
Ses publications concernent principalement les composés cycliques.